# Buslijn 93 (Rotterdam-Capelle)
Buslijn 93 was een buslijn in Rotterdam die het Station Rotterdam Centraal verbond met de buurgemeente Capelle aan den IJssel. De lijn werd geëxploiteerd door Westnederland en reed tot mei 1994.

## Geschiedenis

### Lijn M
De geschiedenis van de lijn gaat terug naar 1923 toen door het particuliere busbedrijf gebroeders van Gog uit Capelle aan den IJssel een busdienst werd ingesteld van Gouda via Moordrecht, Nieuwerkerk aan den IJssel en Capelle naar Rotterdam. In de lijn is de huidige Arriva lijn 190  terug te herkennen.

### Lijn 16, 16a, 16b
In 1948 werd lijn M vernummerd in lijn 16. In Capelle verscheen in aansluiting op lijn 16 een lijn 16a naar het Molukse woonkamp IJsseloord. In 1963 verscheen een lijn 16b die de nieuwe wijk Middelwatering ook in aansluiting op lijn 16 ging bedienen. In 1964 ging lijn 16b Capelle Middelwatering rechtstreeks verbinden met Rotterdam in samenhang met lijn 16. In 1968 ging ook lijn 16a rechtstreeks naar Rotterdam rijden zodat toen een drietal lijnen, 16, 16a en 16b, de verbinding tussen Capelle en Rotterdam verzorgden waarbij lijn 16 doorreed naar Gouda. Daarnaast bestond er ook een RET lijn 34 tussen Capelle en Rotterdam.
In 1967 werd van Gog overgenomen door de Citosa uit Boskoop en werd lijn 16b doorgetrokken naar de nieuwe wijk Oostgaarde.

### Lijn 17 en 18

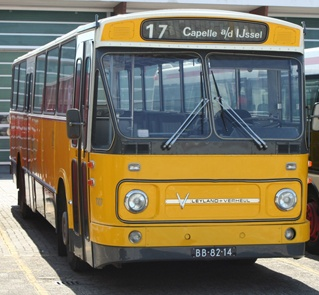
Leyland-Verheul 1107 uit 1968 was de eerste standaardstreekbus van Westnederland. Deze bus maakt deel uit van de serie 1107-1111 en werd in 1968 door de Citosa uit Boskoop aangeschaft.

In 1969 fuseerde Citosa met een aantal andere maatschappijen tot Westnederland. Lijn 16a werd hierbij vernummerd in lijn 18 en lijn 16b werd vernummerd in lijn 17.
In 1975 werden lijn 17 en 18 gecombineerd tot lijn 17 en reed voortaan van Capelle Oostgaarde via een ontsluitende route door Capelle en vandaar naar Rotterdam Centraal. Ook verschenen er sneldiensten die via de Abram van Rijckevorselweg reden in plaats van via de 's-Gravenweg. De lijn groeide uit tot een zware en drukke lijn en reed vanaf 1977 met gelede busen met stempelautomaten en een open instap regime.

### Lijn 93
In mei 1981 werd lijn 17 vernummerd in lijn 93 om doublures met de RET te voorkomen.
In mei 1982 werden de meeste ritten vanuit Capelle ingekort tot het metrostation Capelsebrug in aansluiting op de nieuwe metro naar het centrum van Rotterdam. Ook werd de sneldienst opgeheven. Een deel van de ritten bleef in samenhang met lijn 98 echter doorrijden naar het Centraal Station via de Abram van Rijckevorselweg en de Oostzeedijk. De lijn reed in de spitsuren 12 maal per uur in de spitsrichting en een groot aantal bussen reed via de kortste route terug naar het eindpunt. In de tegenspitsrichting werd minder frequent gereden.
In mei 1994 werd lijn 93 opgeheven door de komst van de zijtak van de metro naar Capelle (de huidige metrolijn C) en de bewoners voortaan Capelle rechtstreeks konden bereiken. Binnen Capelle kwamen een aantal aanvoerlijnen die het traject van lijn 93 binnen Capelle grotendeels overnamen. Lijn 98 bleef het traject tussen Capelsebrug en het Centraal Station bedienen.